# 素敵なバーディー (NO NO BIRDY)
「素敵なバーディー (NO NO BIRDY)」（すてきなバーディー ノー・ノー・バーディー）は、サザンオールスターズの楽曲。自身の33作目のシングルとして、タイシタレーベルから8cmCD・カセットテープで1993年7月21日に発売された。
1998年2月11日にも8cmCDとして、2005年6月25日には12cmCDで再発売されている。2014年12月17日からはダウンロード配信、2019年12月20日からはストリーミング配信が開始されている。

## 背景・制作
「涙のキッス」、「シュラバ★ラ★バンバ SHULABA-LA-BAMBA」（同時発売）から約1年ぶりとなる作品。本作も「エロティカ・セブン」と同時発売である。
本作も引き続きベースの関口和之が休養中のため、記名のみでレコーディングには不参加であり、ジャケット写真やミュージック・ビデオにも姿を見せていない。

## 収録曲
- 収録時間：9:43

1. 素敵なバーディー (NO NO BIRDY) (5:09)
（作詞・作曲:桑田佳祐　編曲:サザンオールスターズ　編曲補:片山敦夫）
1960年代のロックバラードテイストに乗せたポップソング[5]。
ミュージック・ビデオは江ノ島電鉄の車両を貸し切って撮影が行われ、江の島や鎌倉などが登場する[6]。監督は岩井俊二が務めている[7]。
島本理生はこの曲により決定的にサザンのファンになったという[8]。
2. 遥かなる瞬間 (4:33)
（作詞・作曲:松田弘　編曲:サザンオールスターズ　編曲補:片山敦夫）
ドラムの松田によるボーカル曲。

## 参加ミュージシャン
- 桑田佳祐:Vocal(#1)、Guitar(#1,2)
- 大森隆志:Guitar(#1,2)
- 原由子:Keyboards(#1,2)、Chorus(#1)
- 関口和之:Bass
- 松田弘:Drums(#1,2)、Vocal(#2)
- 野沢秀行:Percussion(#1,2)

## 収録アルバム
| 曲名                           | 作品名                          | 備考                             |
| ------------------------------ | ------------------------------- | -------------------------------- |
| 素敵なバーディー (NO NO BIRDY) | HAPPY!                          | 数量限定商品のため、現在は廃盤。 |
| 素敵なバーディー (NO NO BIRDY) | 海のYeah!!                      |                                  |
| 素敵なバーディー (NO NO BIRDY) | バラッド3 〜the album of LOVE〜 |                                  |
| 遥かなる瞬間                   | HAPPY!                          | 数量限定商品のため、現在は廃盤。 |

## ミュージック・ビデオ収録作品
| 曲名                           | 作品名                                      | 備考                       |
| ------------------------------ | ------------------------------------------- | -------------------------- |
| 素敵なバーディー (NO NO BIRDY) | SPACE MOSA 〜SPACE MUSEUM OF SOUTHERN ART〜 | 一部のみ収録。現在は廃盤。 |
| 素敵なバーディー (NO NO BIRDY) | ベストヒットUSAS (Ultra Southern All Stars) |                            |
| 遥かなる瞬間                   | 未収録                                      |                            |